# 林于凱
林于凱（1981年4月12日—），筆名魚凱，是出身臺灣高雄的作家、無黨籍政治人物。現為高雄市行人路權促進會理事長，曾任時代力量黃國昌立委助理、高雄黨部主任委員、2024年喜樂島聯盟黨籍高雄市第六選區立法委員參選人郭倍宏競選團隊發言人、公務員近七年。 2018年代表時代力量參選高雄市三民區市議員；2019年當選時代力量決策委員；2024年退出時代力量。
他在聯合新聞網鳴人堂、上下游新聞市集、信傳媒、經理人雜誌等媒體網站設有專欄，曾出書《公門菜鳥飛：一個年輕公務員的革新理想》一書，該書獲頒2017年金鼎獎及台北國際書展大獎非小說類首獎，2022年再推出新書《非關政治，替動物發聲》。

## 經歷

### 早年生涯
林于凱就讀國立中山大學機電系時創立流浪動物保護社，研究所改唸生物科學所，取得碩士學位後在國立中山大學海洋事務管理研究所擔任研究助理。2008年9月15日從中華民國陸軍裝甲第五六四旅砲兵營退伍，軍階下士。

### 公職生涯
2010年，考上高考後分發至玉山國家公園管理處擔任自然保育技士。後續轉任高雄市政府環境保護局、農委會漁業署等機關，在職期間以筆名「魚凱」將採訪報導刊載於上下游新聞市集。林全內閣上台前撰寫了「給林全院長的一封信—公務員也想實踐夢想」，提出對於研考制度、審計制度、人事制度的建言，林全將此信於政務會議時轉發給全體閣員，促成管考制度變革，表格填寫項目減少20％。任職公部門將屆七年時出書《公門菜鳥飛：一個年輕公務員的革新理想》，該書獲2017年金鼎獎、台北國際書展大獎非小說類首獎。
2017年，籌組「台灣公務革新力量聯盟」（簡稱公革力），希望從公務員來推動永續年金制度改革。

### 從政生涯
他因支持年金改革議題遭到反彈後，2017年5月辭去公務員加入時代力量，投入時代力量運作後擔任立法委員黃國昌的法案助理。其後擔任時代力量高雄黨部執行長，2018年1月返鄉參選高雄市三民區市議員並當選，議員期間持續關注議會監督、產業發展、公共托育、環境保護、路權強化、勞動保障等六大議題
2019年1月，與時代力量秘書長陳惠敏，以及其他新科議員陳薇仲、吳韋達、李少彣、李柏毅等人結盟，投入黨內選舉。2月2日，以第五名（662票）當選決策委員。
2022年，競選尋求連任市議員失敗。
2024年1月7日，因時代力量立法委員邱顯智錄製影片批評已加入台灣民眾黨的黃國昌賣友求榮，因此宣布辭去所有政黨職務並退出時代力量。同年8月，台灣民眾黨爆發多筆政治獻金申報不實風波時，於Facebook發文質疑民主進步黨立委王定宇也有申報不實的問題，因疑似烏龍爆料而引起注意。

## 選舉紀錄
| 年度 | 選舉屆數             | 選舉區           | 所屬政黨 | 得票數 | 得票率 | 當選標記 | 備註 |
| ---- | -------------------- | ---------------- | -------- | ------ | ------ | -------- | ---- |
| 2018 | 第三屆高雄市議員選舉 | 高雄市第七選舉區 | 時代力量 | 15,956 | 8.15%  |          |      |
| 2022 | 第四屆高雄市議員選舉 | 高雄市第七選舉區 | 時代力量 | 9,788  | 6.40%  |          |      |

=

## 資料來源
1. ↑  朱淑娟. . 信傳媒. 2018-02-21. （原始内容存档于2020-07-29）.
2. 1 2  . 自由時報. 2017-09-20  [2018-04-23]. （原始内容存档于2020-07-29）.
3. 1 2  . 信傳媒. 2018-02-21  [2018-04-23]. （原始内容存档于2020-07-29）.
4. 1 2  羊正鈺. . 關鍵評論網. 2019-02-02  [2019-02-13]. （原始内容存档于2019-05-11） （中文（臺灣））.
5. ↑  . 自由時報電子報. 2024-01-08  [2024-01-08]. （原始内容存档于2024-01-23）.
6. ↑  . 鳴人堂.   [2018-04-23]. （原始内容存档于2020-09-18） （中文（臺灣））.
7. 1 2  . 上下游News&Market.   [2018-04-23]. （原始内容存档于2021-01-20） （中文（臺灣））.
8. ↑  . www.cmmedia.com.tw.   [2018-04-24]. （原始内容存档于2020-07-29）.
9. ↑  . 博客來OKAPI.   [2018-04-23]. （原始内容存档于2020-07-29） （中文（臺灣））.
10. ↑  林于凱. . 時報出版. 2022-11-15. ISBN 9786263531413.
11. 1 2  . 時代力量. 2018  [2018-07-23]. （原始内容存档于2019-06-12） （中文（臺灣））.
12. ↑  林于凱. . 鳴人堂.   [2018-04-23]. （原始内容存档于2020-10-25） （中文（臺灣））.
13. ↑  .   [2018-04-23]. （原始内容存档于2018-04-23） （中文（臺灣））.
14. ↑  . 自由時報. 2017-03-06  [2018-04-23]. （原始内容存档于2017-12-01） （中文（臺灣））.
15. ↑  . 民報. 2018-01-25  [2018-04-23]. （原始内容存档于2020-07-29） （中文（臺灣））.
16. ↑  . 蘋果日報.   [2018-04-23]. （原始内容存档于2018-07-28） （中文（臺灣））.
17. ↑  . www.facebook.com.   [2022-11-24] （中文（简体））.
18. ↑  . Yahoo奇摩新聞.   [2022-11-24]. （原始内容存档于2022-11-24）.
19. ↑  陳薇仲、吳韋達、林于凱、李少彣、李柏毅、陳惠敏. . Facebook. 2019-01-21  [2019-02-13]. （原始内容存档于2020-07-29）.
20. ↑  . 自由時報. 2022-11-27  [2022-12-25]. （原始内容存档于2022-12-25） （中文（臺灣））.
21. ↑  蔡孟妤. 郭諭儒 , 编. . 高雄: 中央通訊社. 2024-01-08  [2024-01-08]. （原始内容存档于2024-01-25） （中文（繁體））.
22. ↑  ，林于凱Facebook，2024-8-15
23. ↑  王定宇提告了 怒：烏龍指控無法掩飾民眾黨的財務爛帳 （页面存档备份，存于），自由時報，2024-8-15

## 外部連結
- （繁體中文） 林于凱的Facebook專頁
- （繁體中文） 林于凱的Instagram帳戶